# Echinocereus reichenbachii
Echinocereus reichenbachii är en kaktusväxtart som först beskrevs av Terscheck och Wilhelm Gerhard Walpers, och fick sitt nu gällande namn av J.N. Haage. Echinocereus reichenbachii ingår i släktet Echinocereus och familjen kaktusväxter.

## Underarter
Arten delas in i följande underarter:
- E. r. baileyi
- E. r. perbellus
- E. r. reichenbachii

## Bildgalleri

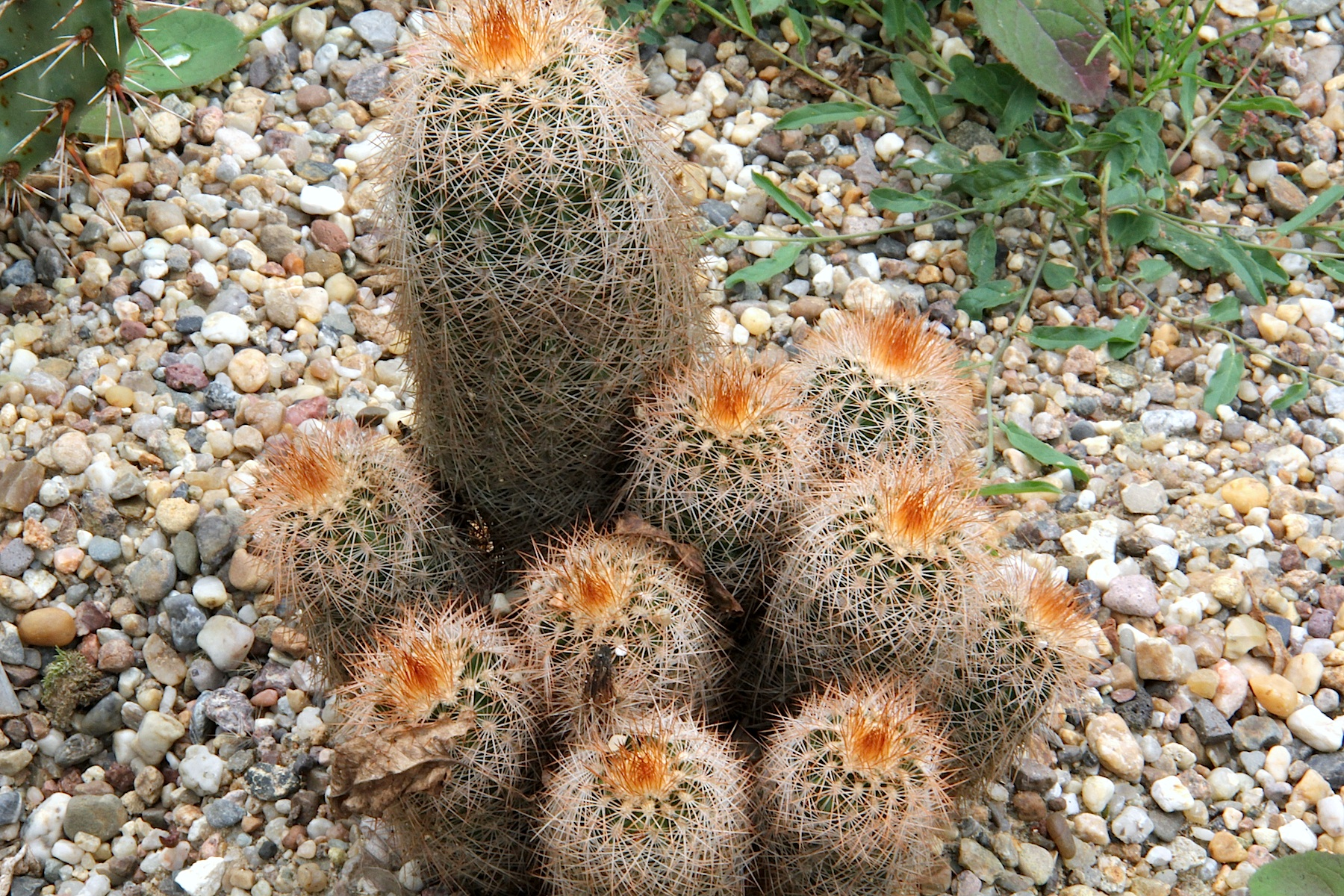
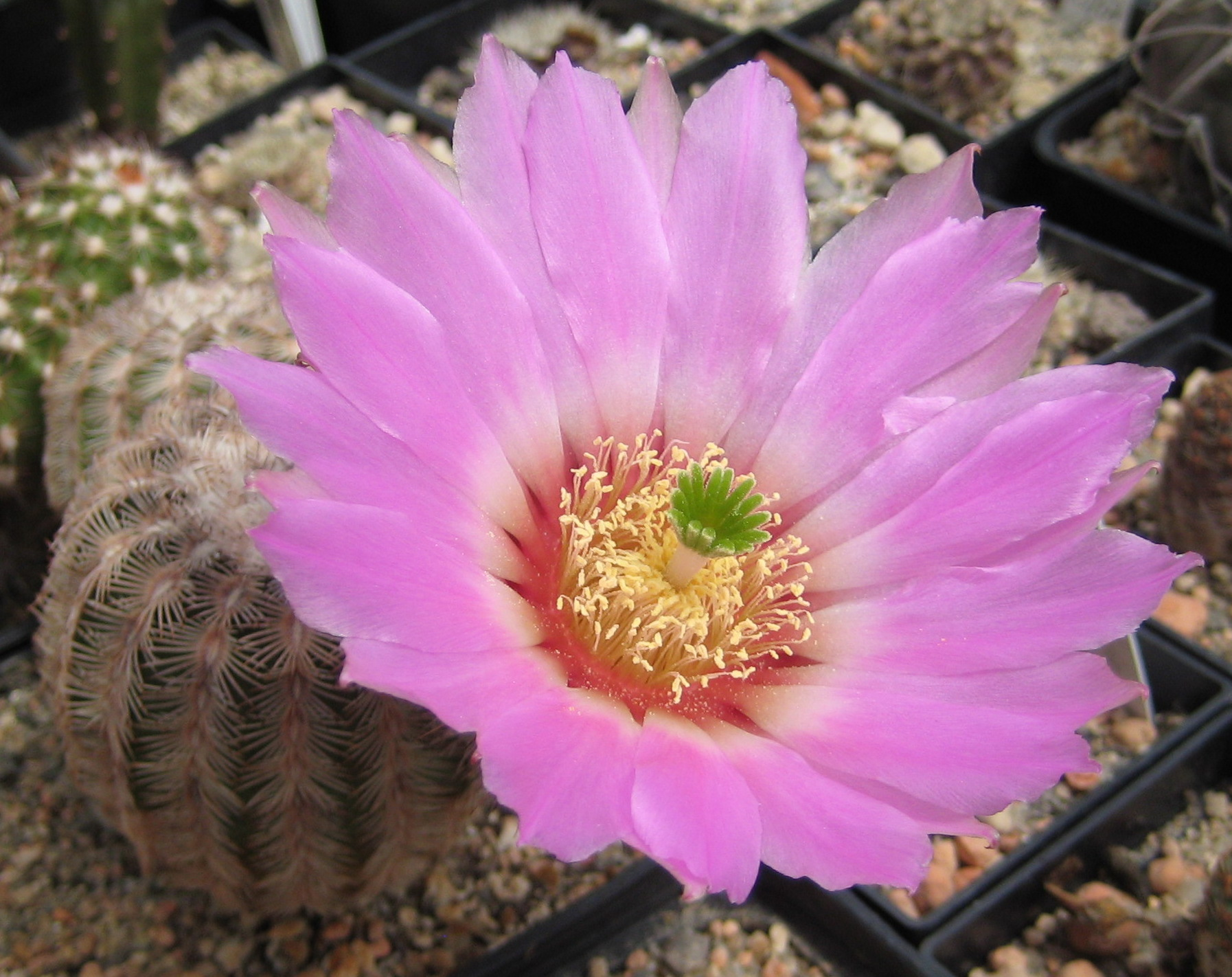
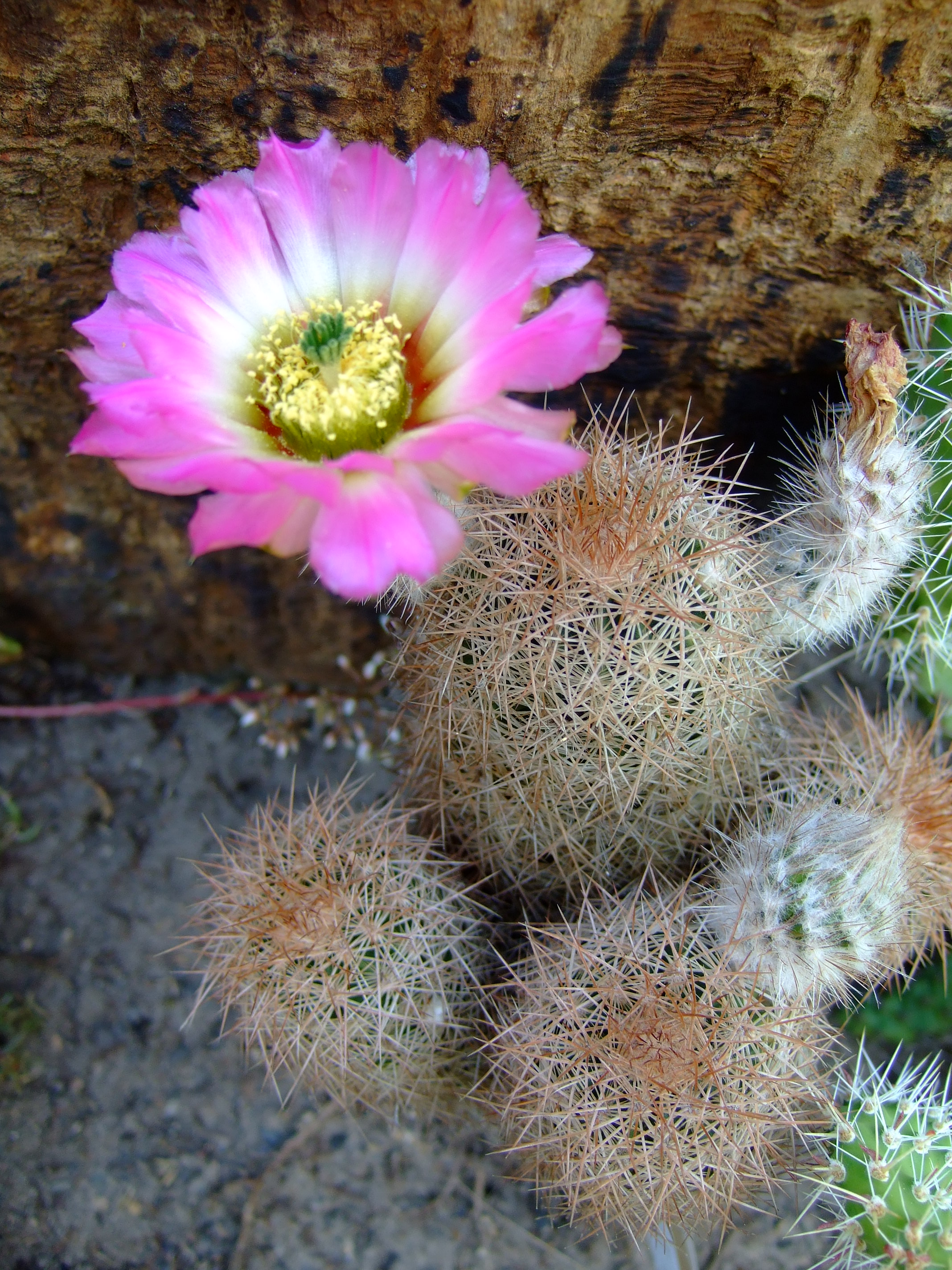
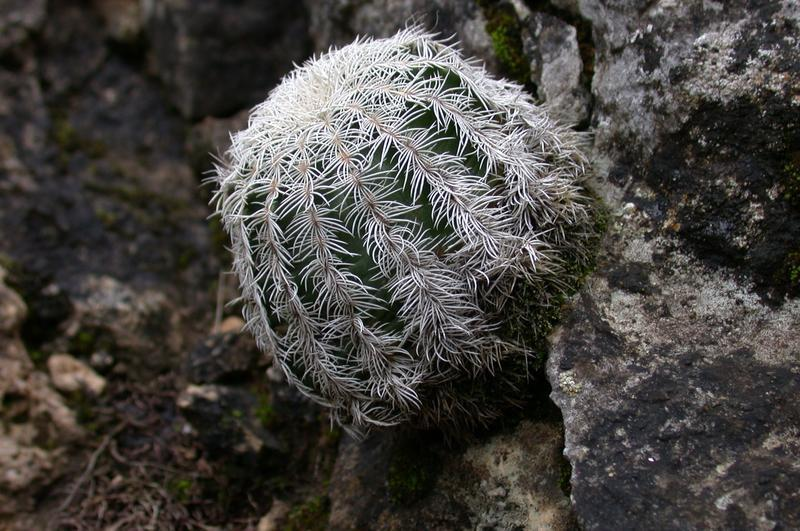
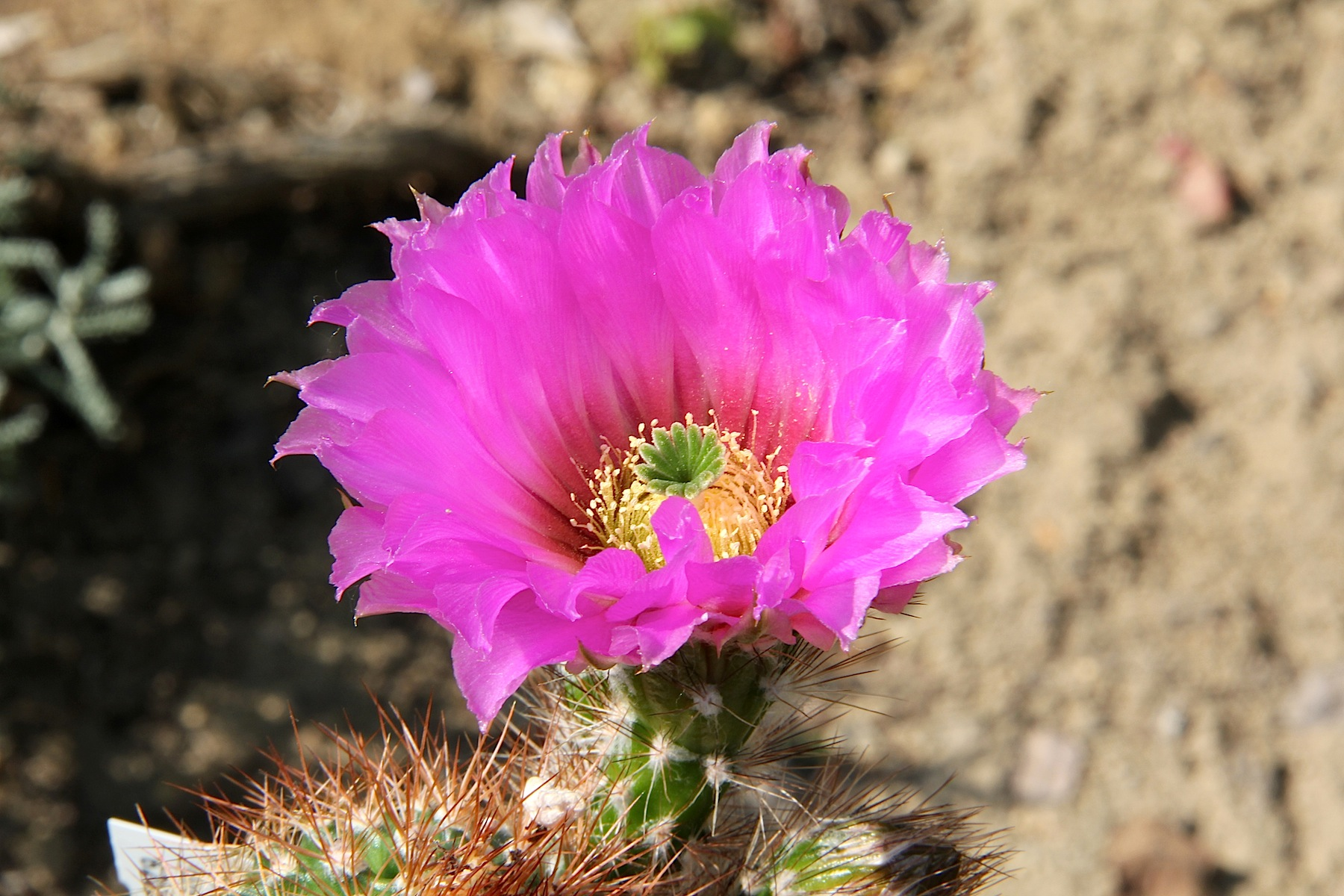
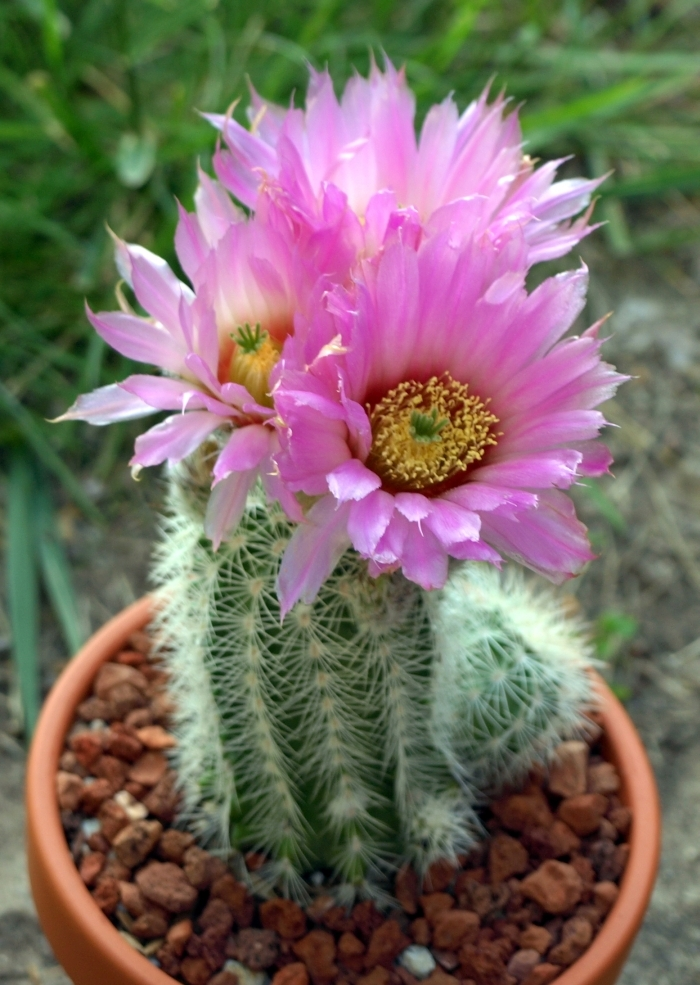